# Lancia 2000
O Lancia 2000 (Tipo 820) é uma série de automóveis produzidos pela fabricante italiana Lancia entre 1971 e 1975. Foi o último veículo projetado de forma independente pelos engenheiros da Lancia antes da aquisição da marca pela Fiat em 1969. O 2000 foi uma evolução direta do Flavia, que ele substituiu.